# اردن در المپیک تابستانی ۲۰۱۶

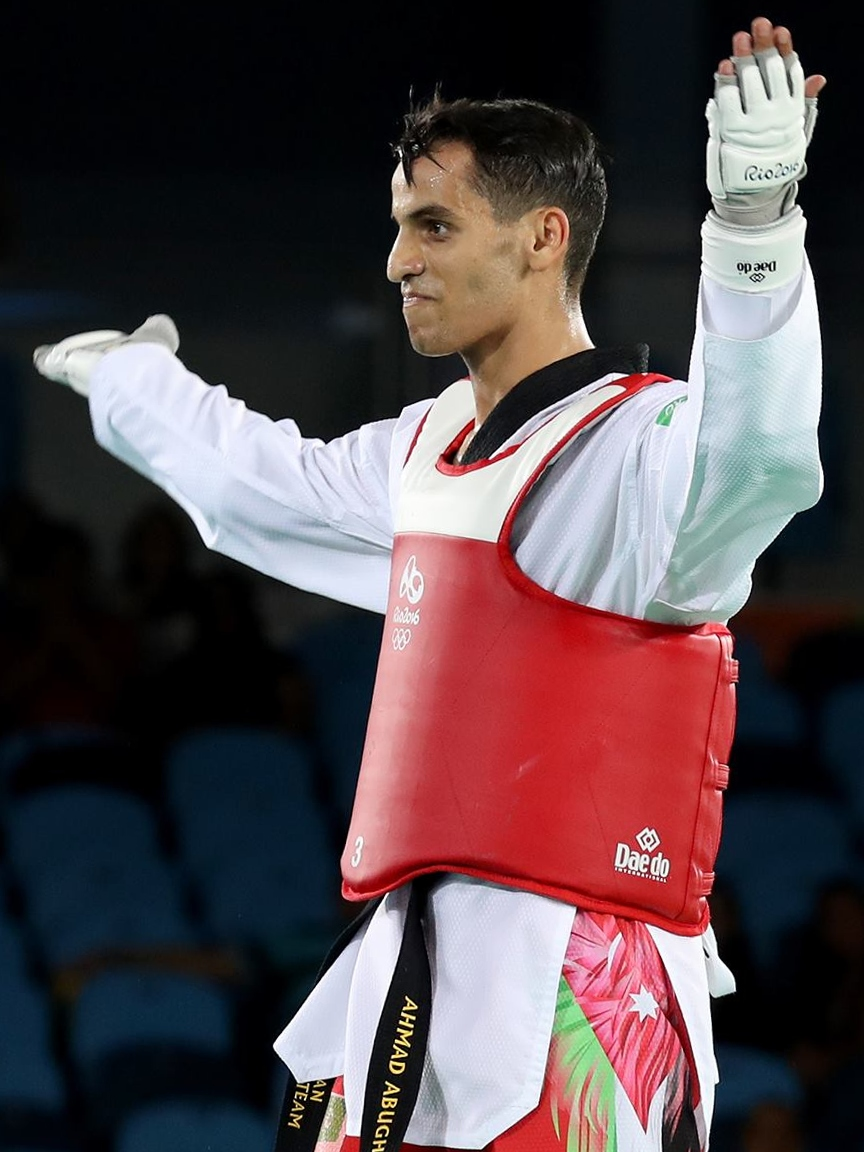
یکی از ورزشکاران اردنی در المپیک

اردن از ۵ تا ۲۱ اوت ۲۰۱۶ میلادی در بازی‌های المپیک تابستانی ۲۰۱۶ ریو دو ژانیرو شرکت داشت. این دهمین بار بود که اردن جواز حضور در مسابقات المپیک دریافت کرد.
اردن در ریو دو ژانیرو اولین و مدال تاریخ خودش در مسابقات المپیک تابسانی کسب کرد توسط احمد ابوغوش در مسابقات تکواندو دست سبک وزن مردان.

## مدالها
| مدال | نام         | ورزش    | رویداد           | تاریخ    |
| ---- | ----------- | ------- | ---------------- | -------- |
| طلا  | احمد ابوغوش | تکواندو | ۶۸ کیلوگرم مردان | ۱۸ آگوست |

## دو و میدانی
دوندگان تیم اردن تاکنون تنها توانسته‌اند سه نفر را راهی رقابت‌های دو و میدانی کنند.
کلید
- نکته– رتبه‌های داده شده مربوط به دور گرم کردن ورزشکاران می‌شود
- Q = واجد شرایط برای دور بعدی
- q = واجد شرایط برای دور بعدی به عنوان سریع‌ترین بازنده و یادر زمینه حوادث با موقعیت بدون دستیابی به این هدف مقدماتی
- NR = رکورد ملی
- N/A = دور قابل اجرا نیست برای این رویداد
- خداحافظ = ورزشکار مجاز به ادامه در دور بعدی نیست

رقابت پیست و جاده
| ورزشکار           | رقابت         | فینال   | فینال |
| ورزشکار           | رقابت         | نتیجه   | رتبه  |
| ----------------- | ------------- | ------- | ----- |
| Methkal Abu Drais | ماراتون مردان | ۲:۴۶:۱۸ | ۱۴۰   |

## تکواندو
| ورزشکار     | رویداد           | یک شانزدهم           | یک چهارم نهایی               | نیمه نهایی                    | شانس مجدد  | نهایی / بی‌ام                   | نهایی / بی‌ام |
| ورزشکار     | رویداد           | رقیب نتیجه           | رقیب نتیجه                   | رقیب نتیجه                    | رقیب نتیجه | رقیب نتیجه                     | رتبه         |
| ----------- | ---------------- | -------------------- | ---------------------------- | ----------------------------- | ---------- | ------------------------------ | ------------ |
| احمد ابوغوش | ۶۸ کیلوگرم مردان | Zaki (EGY) · برد ۹–۱ | لی دائه-هون (KOR) · برد ۱۱–۸ | جوئل گونزالس (ESP) · برد ۱۲–۷ | Bye        | الکسی دنیسنکو (RUS) · برد ۱۰–۶ | 1            |